# مغامرات صابرينا المخيفة (مسلسل)
مغامرات سابرينا المخيفة هو مسلسل تلفزيوني أمريكي مبني على سلسلة الكتب الهزلية التي تحمل نفس الاسم. تم إنشاء المسلسل من قبل  روبرتو أغيري ويتم انتاجه بناء على طلب من شركة نيتفليكس من قبل وارنر برذرز للانتاج التلفزيوني.

## روابط خارجية
- تشيلينج أدفنشرز أوف صابرينا (مغامرات صابرينا المخيفة) (مسلسل تلفزيوني) على موقع IMDb (الإنجليزية)
- تشيلينج أدفنشرز أوف صابرينا (مغامرات صابرينا المخيفة) (مسلسل تلفزيوني) على موقع ميتاكريتيك (الإنجليزية)
- تشيلينج أدفنشرز أوف صابرينا (مغامرات صابرينا المخيفة) (مسلسل تلفزيوني) على موقع روتن توميتوز (الإنجليزية)
- تشيلينج أدفنشرز أوف صابرينا (مغامرات صابرينا المخيفة) (مسلسل تلفزيوني) على موقع نتفليكس (الإنجليزية)
- تشيلينج أدفنشرز أوف صابرينا (مغامرات صابرينا المخيفة) (مسلسل تلفزيوني) على موقع أول موفي (الإنجليزية)
- تشيلينج أدفنشرز أوف صابرينا (مغامرات صابرينا المخيفة) (مسلسل تلفزيوني) على موقع فيلمافينيتي (الإسبانية)
- تشيلينج أدفنشرز أوف صابرينا (مغامرات صابرينا المخيفة) (مسلسل تلفزيوني) على موقع كينوبويسك (الروسية)
- تشيلينج أدفنشرز أوف صابرينا (مغامرات صابرينا المخيفة) (مسلسل تلفزيوني) على موقع ألو سيني (الفرنسية)
- تشيلينج أدفنشرز أوف صابرينا (مغامرات صابرينا المخيفة) (مسلسل تلفزيوني) على موقع قاعدة بيانات الفيلم (الإنجليزية)